# 欧贝尔库尔
欧贝尔库尔（法語：Aubercourt）是法国皮卡第大区索姆省的一个市镇，属于蒙迪迪耶区莫勒伊县。该市镇2009年时的人口为81人。

## 人口
欧贝尔库尔人口变化图示
| 数据来源：INSEE |